# The Tatami Galaxy
The Tatami Galaxy - Miti e leggende della stanza da quattro tatami e mezzo (四畳半神話大系?, Yojōhan shinwa taikei, lett. "Cronache del mito del tatami") è una serie televisiva anime tratta dal romanzo omonimo di Tomihiko Morimi e diretta da Masaaki Yuasa. La serie, prodotta da Madhouse, è stata trasmessa su Fuji TV nel 2010.

## Trama
La trama di The Tatami Galaxy è il resoconto romanzato di alcune esperienze vissute dallo stesso autore all'Università di Kyoto.
La storia segue le vicende di uno studente senza nome al terzo anno di università e di come questi senta di aver perso tempo in un particolare, ma diventeranno poi vari, club universitario (chiamato anche "circolo") durante il primo anno. Qui ha incontrato Ozu, un altro studente, che lo ha coinvolto in situazioni e missioni di dubbia moralità. Si viene a sapere inoltre che il protagonista è innamorato di Akashi, una studentessa di ingegneria a cui fa varie promesse sperando di poterne fare la sua compagna; spesso però le sue missioni dalla dubbia morale vedono scontrarsi con l'interesse per la ragazza.

## Personaggi
Protagonista (私?)
Doppiato da: Shintarō Asanuma
Uno studente universitario senza nome che sta ricordando gli ultimi due anni di vita. È entrato all'università sognando la "rosea vita del campus" che sicuramente lo attenderà all'interno dei suoi club. Vuole incontrare la "ragazza dai capelli corvini" dei suoi sogni, che è il motivo per cui in ogni episodio entra in un nuovo club. È abbastanza timido e viene facilmente manipolato dagli altri personaggi. Sebbene sia il protagonista, appare come la persona più debole e normale del gruppo.
Ozu (小津?)
Doppiato da: Hiroyuki Yoshino
L'arrivo di Ozu in ogni episodio causa nel protagonista una notevole agitazione.
Ciò è dovuto al fatto che spesso mangia cibi particolari che nel tempo lo hanno reso pallido e dall'aspetto spettrale, tanto da farlo assomigliare ad uno yōkai, come il protagonista stesso ricorda varie volte.
Sembra essere un disadattato ed è spesso colui che manipola gli altri personaggi contro il protagonista, ma pare anche averlo a cuore e in più occasioni lo salva da situazioni critiche.
Akashi (明石?)
Doppiata da: Maaya Sakamoto
Una studentessa del primo anno che è spesso al centro delle attenzioni del protagonista. Si mostra razionale e fredda con molte persone, ma spesso mostra segni d'affetto o almeno di disponibilità verso il protagonista. La sua paura per le falene contrasta con il suo normale comportamento calmo. È una studentessa del dipartimento di ingegneria e del "cerchio" (club) Birdman. Spesso si trova nello stesso club in cui entra il protagonista.
Seitarō Higuchi (樋口 清太郎?)
Doppiato da: Keiji Fujiwara
Inizialmente si presenta come la divinità dei matrimoni (episodio 1), ma poi col proseguimento della serie viene mostrato come uno studente dell'ottavo anno che vive nello stesso dormitorio del protagonista. Indossa sempre uno yukata e si aggira con un'aria onirica da saggio, distante e di inafferrabile nonchalance. Di solito gli altri personaggi si riferiscono a lui con l'appellativo di Maestro Higuchi o Il Maestro (Shishō). Spesso aiuta il protagonista in maniera diretta, anche se questi non la pensa proprio così. Ha una battaglia in corso col rivale Masaki Jōgasaki, chiamata la "guerra degli emissari" (proxy-proxy war).
Masaki Jōgasaki (城ヶ崎 マサキ?)
Doppiato da: Junichi Suwabe
Uno studente dell'ottavo anno, capo del Club di Cinema Misogi. A dispetto del suo scarso curriculum scolastico, è un bell'uomo adorato dai membri del club, ma ha un feticismo segreto per le mammelle e tiene in casa una bambola gonfiabile, Kaori, come se fosse la sua amante. Spesso assume il ruolo di antagonista e Ozu finisce spesso per aiutarlo in qualche modo, di solito in maniera nociva per i progressi del protagonista, nonostante il fatto che Ozu stia aiutando il protagonista al contempo. Jōgasaki ha una battaglia in corso con il Maestro Higuchi.
Ryōko Hanuki (羽貫 涼子?)
Doppiata da: Yūko Kaida
Un'igienista dentale che è vicina a Higuchi e a Jōgasaki. Le piace ubriacarsi a tal punto da perdere in maniera drastica il senso di giudizio e iniziando a flirtare con chiunque si trovi nei paraggi. Conscia di ciò, è cauta nello scegliere con chi andrà a bere. Serve come motivo di interesse erotico per il protagonista negli episodi 6-8.
Kaori (香織?)
Doppiata da: Mamiko Noto, Nobuyuki Hiyama
La bambola gonfiabile di Jōgasaki. Negli episodi 6–8 il protagonista sviluppa una forma di affetto per lei dopo aver ottenuto l'opportunità di tenerla in camera sua. Sembra che parli con lui, ma è difficile capire se a parlare sia davvero lei o se non siano i pensieri del protagonista proiettati attraverso di essa.
Aijima (相島?)
Doppiato da: Setsuji Satō
Un losco sottoposto del Club del Cinema Misogi. Si mostra come un tuttofare di Jōgasaki nel club, ma dietro le quinte è a capo della Società Segreta Lucky Cat Chinese Restaurant ("Ristorante Cinese Gatto Fortunato").
Keiko Higuchi (樋口 景子?)
Una ragazza raffinata con cui il protagonista ha una corrispondenza epistolare. Nei sogni del protagonista ha le sembianze della ragazza dai capelli corvini che ha sempre desiderato. Negli episodi 6-8 scrive un ultimatum al protagonista chiedendogli di incontrarsi o la loro corrispondenza terminerà. Le lettere si rivelano essere scritte inizialmente per scherzo da Ozu e poi da Akashi che le prende però più sul serio.
Fattucchiera (老婆?, Rōba)
Doppiata da: Ako Mayama
Una vecchia che appare in ogni episodio sempre lungo la strada Kiyamachi (una via storica di Kyoto) e che intima al protagonista (spesso interpellata, ma non sempre) di valutare le opportunità che gli si faranno incontro. In ogni episodio aumenta di 1000 yen il prezzo delle sue predizioni.
Proprietario della bancarella di ramen Neko (猫ラーメン店主?)
Doppiato da: Atsushi Miyauchi
È il proprietario della bancarella di ramen Neko ("gatto" in giapponese), favorita del protagonista. In prevalenza è silenzioso, ma occasionalmente interviene nelle riflessioni del protagonista con qualche breve opinione sulle sue vicende e i suoi affanni. A volte assume un ruolo più attivo nelle avventure del protagonista, sempre aiutandolo. Sembra avere qualche legame con Higuchi.
Johnny (ジョニー?)
Doppiato da: Nobuyuki Hiyama
Personificazione della libido del protagonista. Viene mostrato come una caricatura di Lucky Luke, litiga sempre contro il protagonista e il suo unico obiettivo è di ottenere piacere sessuale. Appare negli episodi 6-8 e 10.

## Media

### Romanzo
Il romanzo originale Yojōhan shinwa taikei scritto da Tomihiko Morimi e illustrato da Yūsuke Nakamura è stato pubblicato nel dicembre 2004 da Ohta Publishing in formato tankōbon e poi ristampato il 25  marzo 2008 da Kadokawa Shoten. Dal gennaio 2011 è stato tradotto anche in coreano e cinese.
In Italia il romanzo è stato pubblicato con il titolo Tatami Galaxy il 20 febbraio  2024 da HarperCollins Italia.

### Anime
La serie, prodotta dalla Madhouse sotto la direzione di Masaaki Yuasa, è andata in onda nel contenitore noitaminA su Fuji TV dal 22 aprile al 1º luglio 2010. In Italia i diritti sono stati acquistati nel 2015 dalla Dynit che ha pubblicato la serie in versione sottotitolata sul portale VVVVID dal mese di gennaio 2016. Oltre all'Italia, la serie è stata concessa in licenza anche al distributore americano Funimation Entertainment per lo streaming gratuito sul suo sito web, sul canale YouTube e su Hulu, e a Siren Visual e Beez Entertainment per la versione home video in Australia e Nuova Zelanda, nonché in Inghilterra e in Irlanda.
Nel febbraio 2011 ha vinto il primo premio al Japan Media Arts Festival per il settore Animazione, con il giudizio della giuria che l'ha descritto come "un lavoro riccamente espressivo che trasforma i limiti della TV in pregi" e che ha lodato in particolar modo le "strutture eccezionali delle scene, delle azioni dei personaggi e della combinazione dei colori".
Nel 2021 viene annunciato l'anime Tatami Time Machine Blues, adattamento del romanzo di Tomihiko Morimi Tatami Time Machine Blues del 2020, sequel del romanzo The Tatami Galaxy e ispirato dalla rappresentazione teatrale Summer Time Machine Blues da cui è stato realizzato un film live action del 2005 scritto da Makoto Ueda. L'anime è diretto da Shingo Natsume, sceneggiato da Makoto Ueda e prodotto dallo studio d'animazione Science SARU. Il 12 agosto 2022 viene proiettato in anteprima, dal 14 settembre viene reso disponibile su Disney+ in tutto il mondo e dal 30 settembre nei cinema giapponesi. Per la sigla d'apertura il gruppo Asian Kung-Fu Generation suona il brano Demachiyanagi Parallel Universe. L'anime è composto da 5 episodi tratti dal romanzo e un sesto in esclusiva per Disney+.

#### Episodi
| Nº | Titolo italiano Giapponese 「Kanji」 - Rōmaji                                                                              | In onda        | In onda |
| Nº | Titolo italiano Giapponese 「Kanji」 - Rōmaji                                                                              | Giapponese     |         |
| 1  | Circolo del tennis "Cupid" 「テニスサークル「キューピッド」」 - Tenisu sākuru "Kyūpiddo"                                   | 22 aprile 2010 |         |
| 2  | Circolo del cinema "Misogi" 「映画サークル「みそぎ」」 - Eiga sākuru "Misogi"                                              | 29 aprile 2010 |         |
| 3  | Circolo del ciclismo "Soleil" 「サイクリング同好会「ソレイユ」」 - Saikuringu dōkōkai "Soreiyu"                            | 6 maggio 2010  |         |
| 4  | Cercansi discepoli 「弟子求ム」 - Deshi motomu                                                                             | 13 maggio 2010 |         |
| 5  | Circolo del softball "Honwaka" 「ソフトボールサークル「ほんわか」」 - Sofutobōru sākuru "Honwaka"                          | 20 maggio 2010 |         |
| 6  | Circolo di conversazione in inglese "Joy English" 「英会話サークル「ジョイングリッシュ」」 - Eikaiwa sākuru "Joingurisshu" | 27 maggio 2010 |         |
| 7  | Circolo "Associazione Hero Show" 「サークル「ヒーローショー同好会」」 - Sākuru "Hiro Shō Dōkōkai"                          | 3 giugno 2010  |         |
| 8  | Circolo della lettura SEA 「読書サークル「SEA」」 - Dokusho sākuru "SEA"                                                   | 10 giugno 2010 |         |
| 9  | Società segreta "Ristorante cinese Gatto della fortuna" 「秘密機関「福猫飯店」」 - Himitsu kikan "Fukuneko hanten"         | 17 giugno 2010 |         |
| 10 | Il teorico dei quattro tatami e mezzo 「四畳半主義者」 - Yōjōhan shugisha                                                  | 24 giugno 2010 |         |
| 11 | La fine dell'era dei quattro tatami e mezzo 「四畳半紀の終わり」 - Yōjōhanki no owari                                      | 1º luglio 2010 |         |

#### Colonna sonora
Sigla di apertura
- Maigoinu to Ame no Beat (迷子犬と雨のビート; Il ritmo del cane randagio e della pioggia), cantata da Asian Kung-Fu Generation

Sigla di chiusura
- Kami-sama no Iutōri (神様のいうとおり; Come Dio ordina), cantata da Etsuko Yakushimaru